# Tórshavn
Tórshavn [ˈtɔu̯ʂhau̯n] (în limba norvegiană veche Þórshöfn, daneză: Thorshavn, în germană (rar): Thorshaven; în feroeză scurt: Havn), aflat pe coasta de est a insulei Streymoy, este fost oraș component al Ligii Hanseatice și actuala capitala Insulelor Feroe.
Este metropola politică, economică și culturală a țării cu o infrastructură bine dezvoltată în comparație cu alte orașe similare, de aceeași mărime din Europa și Europa Centrală. Orașul purta adesea în trecut denumirea de cea mai mică capitală a lumii, ceea ce nu este corect. Tórshavn a fost denumit în glumă și buricul pământului (Citat din William Heinesen).
Deviza cea mai renumită a orașului este Tann deiliga Havn (Tórshavn-ul, cel frumos), fiind și numele unei melodii.

## Nume
Numele orașului vine de la zeul germanic Thor (în feroeză Tór) și de la cuvântul scandinavic havn (port), deci portul lui Thor. În limba feroeză consoana fricativă dentală surdă /þ/ s-a transformat în /t/. Numele nordic Þórshöfn mai există în islandeză.
Tórshavn este deseori numit de feroezi Havn [haːu̯n], care înseamnă port.
Stema orașului arată ciocanul lui Thor, Mjolnir, indicând astfel întemeierea orașului înainte de creștinare.

## Geografia
| |          |
| Temperatura medie: 6,6 °C Precipitații Ø: 1.311 mm ore de soare Ø: 821 zile cu îngheț Ø: 49 zile cu zăpadă Ø: 44 record temp. minimă: -11 °C record temp. maximă: 22 °C |          |
| Temperatura medie: | 6,6 °C   |
| Precipitații Ø: | 1.311 mm |
| ore de soare Ø: | 821      |
| zile cu îngheț Ø: | 49       |
| zile cu zăpadă Ø: | 44       |
| record temp. minimă: | -11 °C   |
| record temp. maximă: | 22 °C    |

Tórshavn se află în centrul arhipelagului, pe coasta sud-estică a celei mai mari insule Streymoy. Insula Nólsoy, care se situează la est, protejează portul orașului. Se zice că dezvoltarea Tórshavn-ului ca oraș cu port maritim ar fi fost imposibilă, dacă nu exista Nólsoy ca „spărgător de valuri“.
Insulele Feroe se află într-un climat deosebit de umed, de aceea în Tórshavn există un pericol mare de lăsare de ceață.
La nord-vest se înalță muntele Húsareyn (347 m), iar la sud-vest Kirkjubøur (350 m).

## Istoria

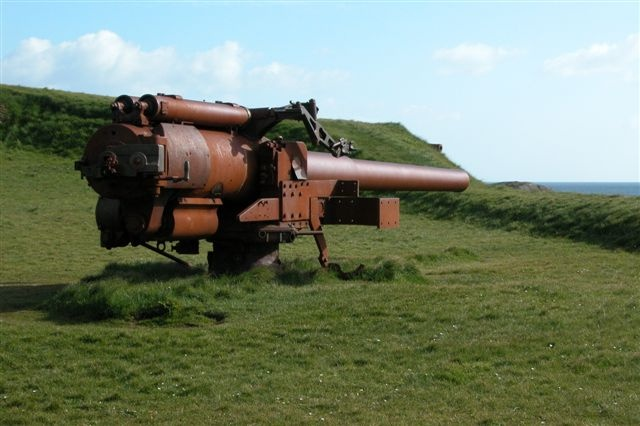
Tun britanic în Insulele Feroe

În anul 1075 orașul a fost perntru prima dată amintit.
În 1271 a început domnia norvegienilor, creând un monopol asupra comerțului de pe Insulele Feroe.

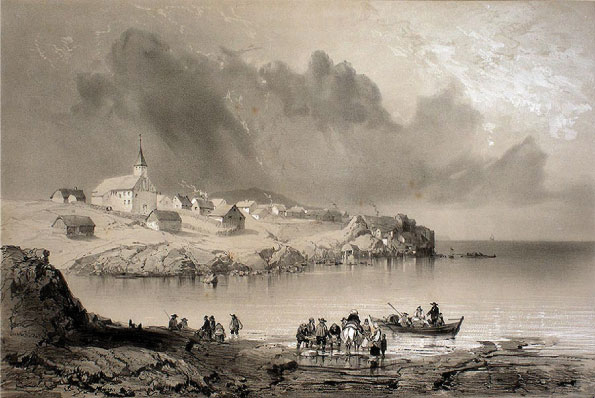
Tórshavn în 1839

În 1580 Magnus Heinason a lăsat să se construiască fortăreața Skansin, pentru protecția împotriva piraților.
În 1709 Danemarca a preluat monopolul asupra comerțului. În același an variola a omorât 250 din cei 300 de locuitori ai orașului. Abia cu comerțul lui Rydberg la sfârșitul secolului 18., Tórshavn s-a dezvoltat ca oraș în sensul propriu-zis.
În 1856 s-a desființat monopolul asupra comerțului, iar Løgting (parlamentul) s-a stabilit la sediul din prezent.
În 1866 s-a înființat comuna Tórshavn, și astfel prima adunare a cetățenilor din localitate. De atunci este Havn în mod oficial capitale Insulelor Feroe. Pe data de 1 ianuarie 1909 orașul a primit statutul de oraș comercial, care aparține de Danemarca. În 1927 portul din Tórshavn a fost lărgit, fiind acum protejat de un dig.
În timpul celui de-al doilea război mondial Tórshavn cu cetatea Skansin a fost un sediu central al Marinei Regale Britanice.

## Demografia

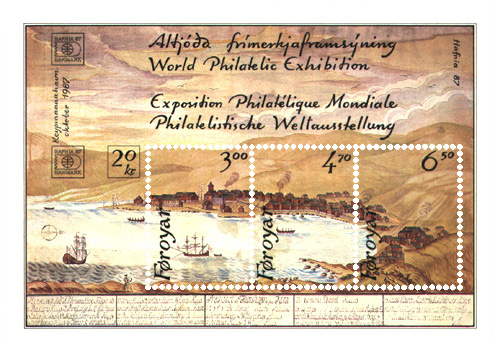
Tórshavn 1782

Tabelul următor arată evoluția numărului de locuitori:
| An        | 1801 | 1854 | 1900  | 1925  | 1950  | 1975   | 1980   | 1985   | 1990   | 1995   | 1997   | 1998   | 1999   | 2000   | 2001   | 2002   | 2004   |
| Locuitori | 554  | 900  | 1.656 | 2.896 | 5.607 | 11.329 | 12.641 | 13.507 | 14.689 | 13.781 | 15.844 | 16.121 | 16.469 | 17.777 | 18.067 | 18.420 | 19.348 |

## Economia și transporturile
Tórshavn este cel mai important port comercial și port pentru feriboturi din Insulele Feroe, iar astfel un nod important pentru transportul naval internațional.
Acesta este portul mamă al Norröna, unui din cele mai moderne feriboturi pentru vehicule, care face legătura cu Danemarca, Norvegia, Shetland, Scoția și Islanda. Aici vin uneori și vase de croazieră.
Transportul regional al feriboturilor este efectuat de Strandfaraskip Landsins.
Atlantic Airways oferă legături cu elicopterul cu Aeroportul Vágar, Klaksvík și insula Koltur.
În Tórshavn circulă mai multe linii de autobuze, orașul aflându-se pe un areal destul de mare. De la 1 ianuarie 2007 se poate circula gratis cu autobuzele din Tórshavn.
În port se află sediul central al sindicatului șantierului naval.

## Administrația

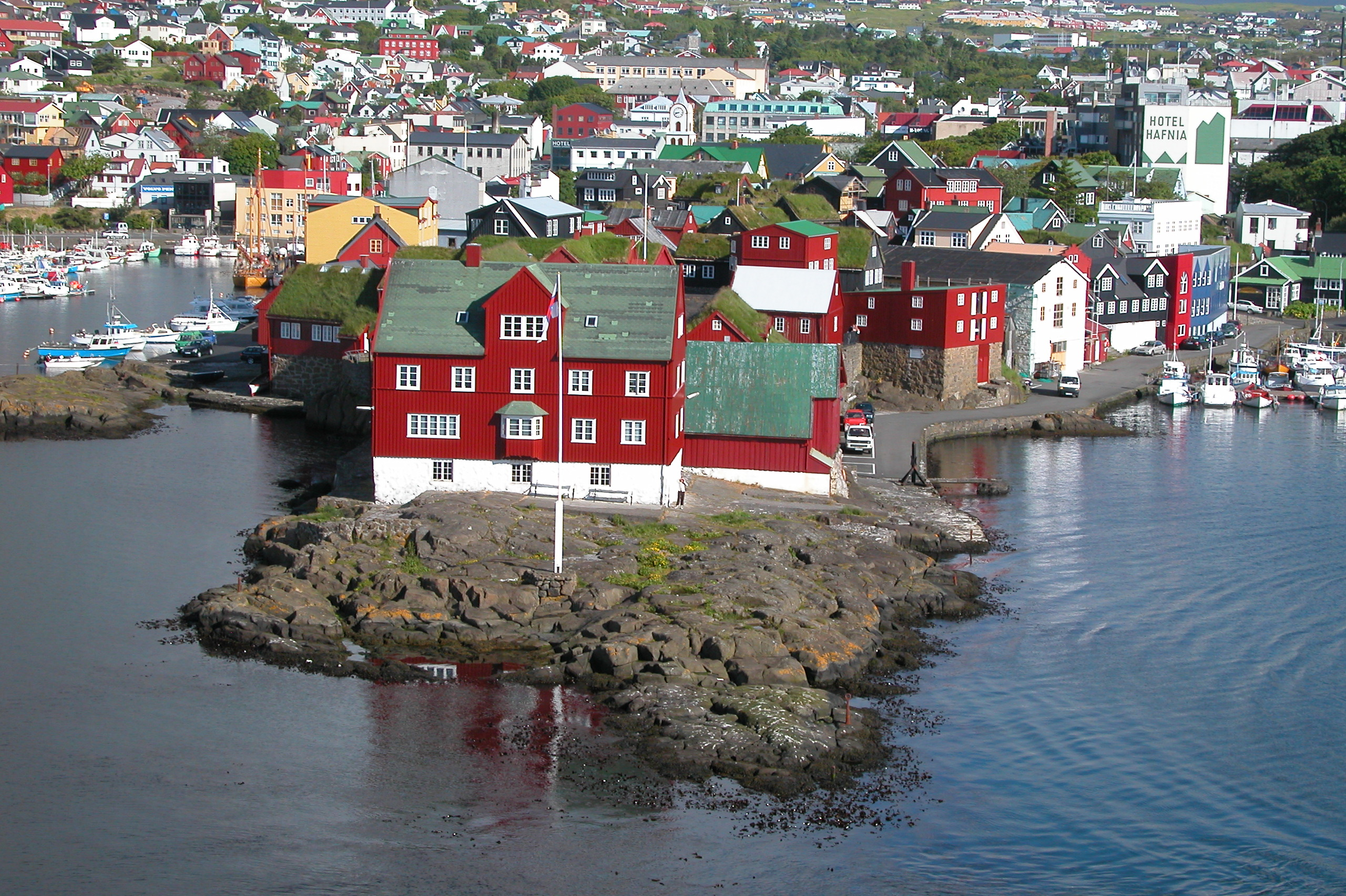
Tinganes

În mijlocul portului se află peninsula Tinganes cu Løgting, unul dintre cele mai vechi parlamente din lume, care a rezistat până în prezent.
Marele Comisariat din Insulele Feroe are sediul în centrul orașului și reprezintă monarhia.
Administrația din Tórshavn oferă următoarele servicii:
- abonamente lunare pentru autobuze (poză de pașaport necesară)
- biblioteca orașului în zona pietonală
- hală de înot în centrul sportiv Gundadalur
- centrul de tineret Margarinfabrikkin ca punct de întâlnire pentru joacă
- galeria Smiðjan pentru artiști pasionați, care vor să-și expună operele

## Puncte de atracție

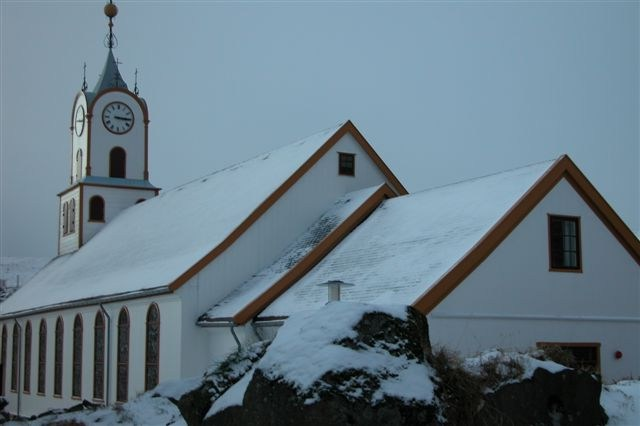
Catedrala din Tórshavn

- Între 28 și 29 iulie are loc de Ólavsøka cea mai importantă sărbătoare populară.
- Peninsula Tinganes alcătuiește cu ulițele sale cea mai veche parte a orașului.
- Pe partea de est a portului se află cetatea Skansin cu farul.
- Catedrala din Tórshavn a fost constuită în 1788 și parțial reconstruită în 1865. În catedrală se adăpostește o icoană din anul 1647. Începând cu anul 1990 este sediu al episcopiei de pe Insulele Feroe (al Bisericii evanghelico-luterane).
- În centrul orașului se află zona pietonală Niels Finsens gøta. Acolo se găsește și biblioteca orașului și mai multe librării. La 5-10 minute distanță pe jos se ajunge la centrul comercial SMS, care corespunde unui centru comercial de mărime mijlocie din orașele mari din Europa.
- Parcul din Tórshavn (Viðarlundin) este singura "pădure" în Insulele Feroe.
- Direct în apropierea parcului se află Biserica catolică Sf. Maria, construită din piatră, sticlă și cupru, cu vitralii pictate de Tróndur Patursson.

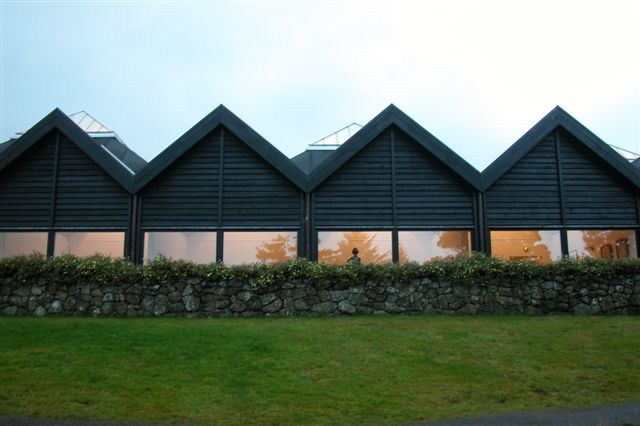
Muzeul de artă Listasavn Føroya

- Muzeul de artă Listasavn Føroya adăpostește cea mai mare colecție de artă feroică.
- Ceva mai nordic este situată Casa Nordului, centru cultural și de congrese, fiind de asemenea și un highlight arhictectonic.
- La nord-est (de Casa Nordului) se ajunge la cascada Svartifossur din valea Hoydalar.
- Tórsvøllur este stadionul național de pe Insulele Feroe, fiind și cel mai mare stadion al țării (6.000 de locuri).
- Localurile sunt destul de rare. Alcoolul a fost reglementat în Insulele Feroe până în 1992. Bere light se poate cumpăra peste tot. Băuturile tari se pot obține doar în restaurante și vinării.
- Cele mai bune restaurante sunt Hotel Føroyar (ceva deasupra orașului), tradiționalul Hotel Hafnia în centru și Merlot (toate fiind restaurante de trei stele).

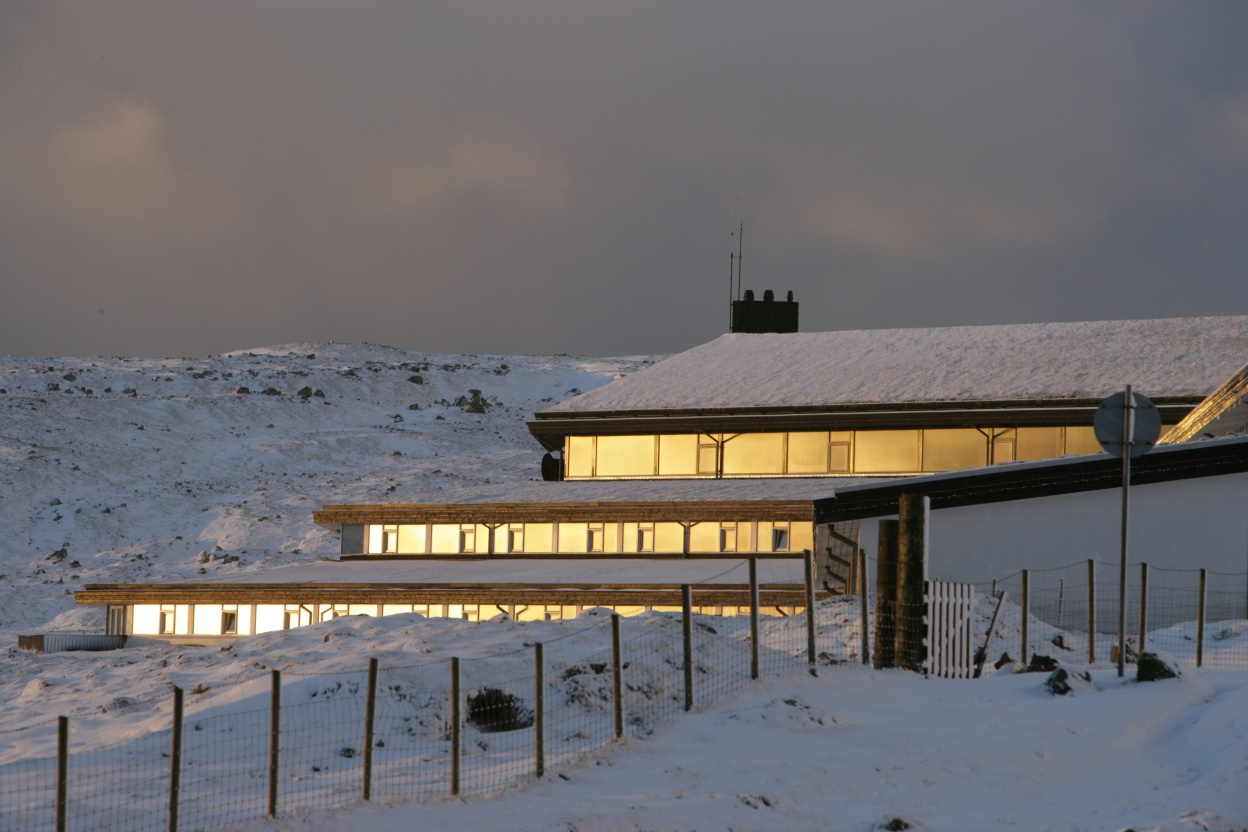
Hotelul Føroyar din Tórshavn

### Împrejurimi
- Direct în apropierea Tórshavnului se situează insula Nólsoy (insulă fără mașini) cu portul ei pitoresc. De mai multe ori pe zi circulă un feribot de persoane către insulă.
- La vest de Tórshavn se ajunge (cu autobuzul sau pe poteci ușoare) în orașul Kirkjubøur, cel mai important centru istoric și cultural din Insulele Feroe. Aici se găsesc ruinele unei catedrale și cea mai veche casă, de pe timpul vikingilor, fiind în prezent muzeu.
- Ceva peste oraș se află renumitul Hotel Føroyar. De aici se poate admira panorama orașului.

## Personalități

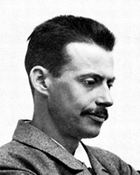
Niels Ryberg Finsen

- Jónas Broncks (cca. 1600-1643), pentru mult timp s-a crezut că el a fost cel după care s-a numit Bronxul (New York)
- Niels Ryberg Finsen (1860-1904), premiat cu Premiul Nobel pentru Medicină în 1903
- Janus Djurhuus (1881-1948), jurist, primul scriitor feroez, care a scris poezii moderne și lirice.
- William Heinesen (1900-1991), scriitor și grafician, a primit Premiul Consiliului Nordic pentru Literatură în 1964 pentru lucrarea sa Det gode håb. Auzind zvonurile că el ar putea primi Premiul Nobel pentru Literatură în 1981, el a scris Academiei Suedeze (Svenska Akademien) că renunță la candidatură. Mai târziu el a explicat de ce: ...ar fi fost înțelept să se dea Premiul Nobel unui autor care scrie în feroeză. Dacă l-aș fi primit eu, ar fi mers la un autor, care scrie în daneză și în consecință eforturile feroeze de a crea o cultură independentă ar fi fost zadarnice.
- Janus Kamban (1913), sculptor și grafician

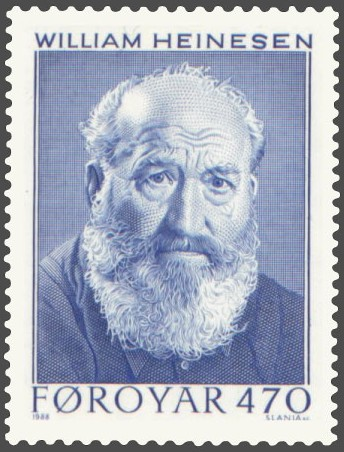
William Heinesen

- Ingálvur av Reyni (1920-2005), pictor și grafician. El este considerat a fi unul din principalii reprezentanți al modernismului nordic.
- Jákup Pauli Gregoriussen (1932), arhitect, grafician și autor. El a construit printre altele Muzeul de Artă Listasavn Føroya și Biblioteca Națională de pe Insulele Feroe.
- Jógvan Sundstein (1933), fost politician și Løgmaður (prim-ministru)
- Zacharias Heinesen (1936), pictor
- Bárður Jákupsson (1943), pictor, grafician și autor de cărți despre artă
- Annika Hoydal (1945), cântăreț, actriță și compozitoare

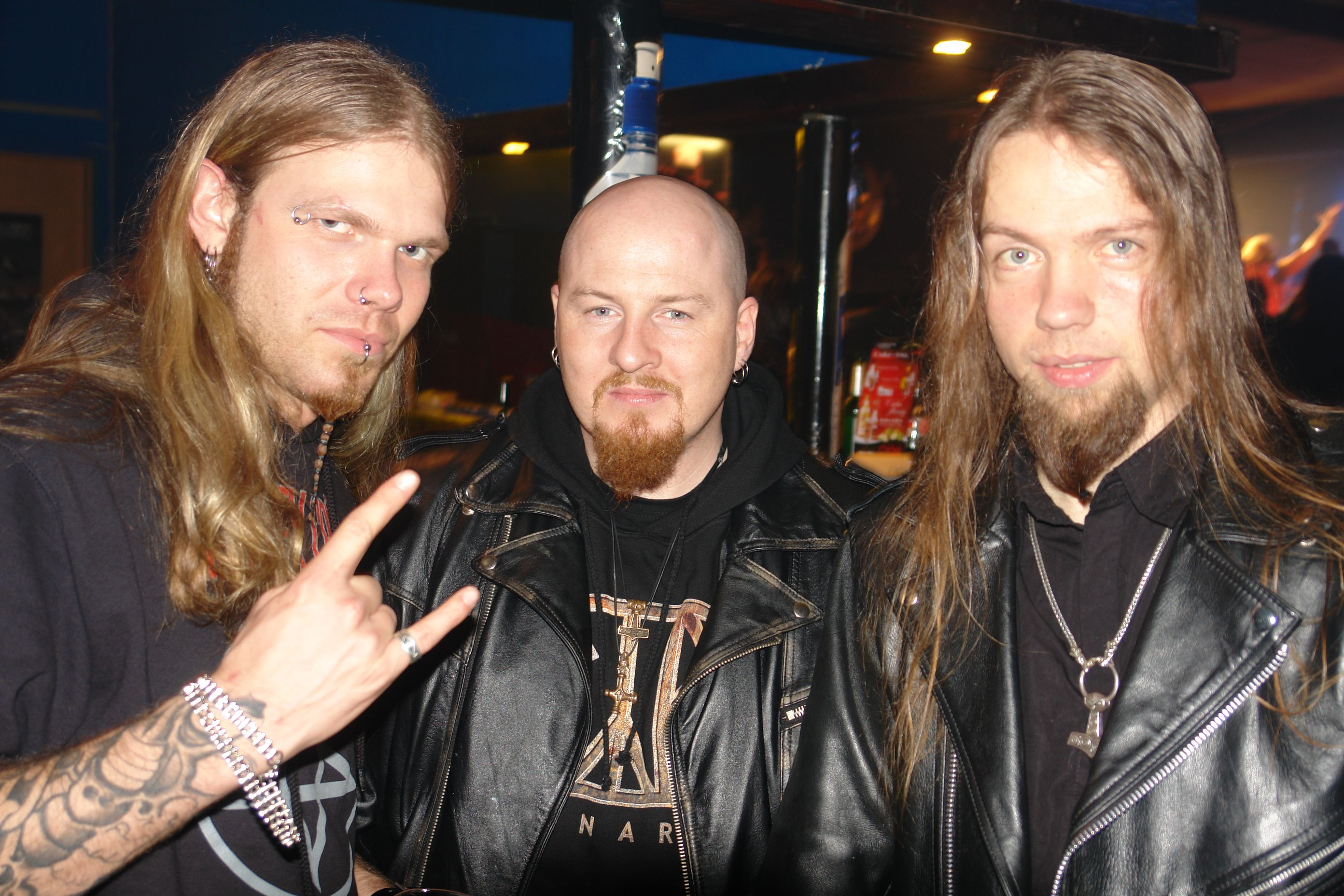
Formaţia Týr în Tórshavn

- Rói Patursson (1947), scriitor, filozof și în același timp directorul școlii Føroya Fólkaháskúli, premiat cu Premiul Consiliului Nordic pentru Literatură în 1986 pentru culegerea de poezii Líkasum.
- Jóanes Nielsen (1953), scriitor, premiat cu Premiul Feroezilor pentru Literatură în 1984 și cu Premiul Nordic pentru Dramaturgie în 2002. Nici un feroez nu a fost nominat de atâtea ori pentru Premiul Consiliului Nordic pentru Literatură în 1988, 1994, 1999 și 2004, pe care nu l-a primit niciodată.
- Katrin Ottarsdóttir (1957), regizor de film, premiată cu Premiul Nordic al Institutelor de Film în 1989 pentru Atlantic Rhapsody (52 de poze din Tórshavn). În 2000 a primit un Tiger Award la Festivalul Internațional de Film din Rotterdam.
- Heri Joensen (1973), Kári Streymoy (1971) și Terji Skibenæs (1982) sunt membrii formației de metal Týr, fondată în 1998. La sfârșitul lui 2005 au semnat contract cu Napalm Records, catapultându-i astfel pe scena internațională.
- Hildigunn Eyðfinnsdóttir (1975), actriță
- Helgi Ziska (1990), actor, primul feroez care a primit medalia de aur în șah. În 2007 a devenit Maestru Internațional în șah, fiind astfel cel mai tânăr din Europa de Nord.

## Sport

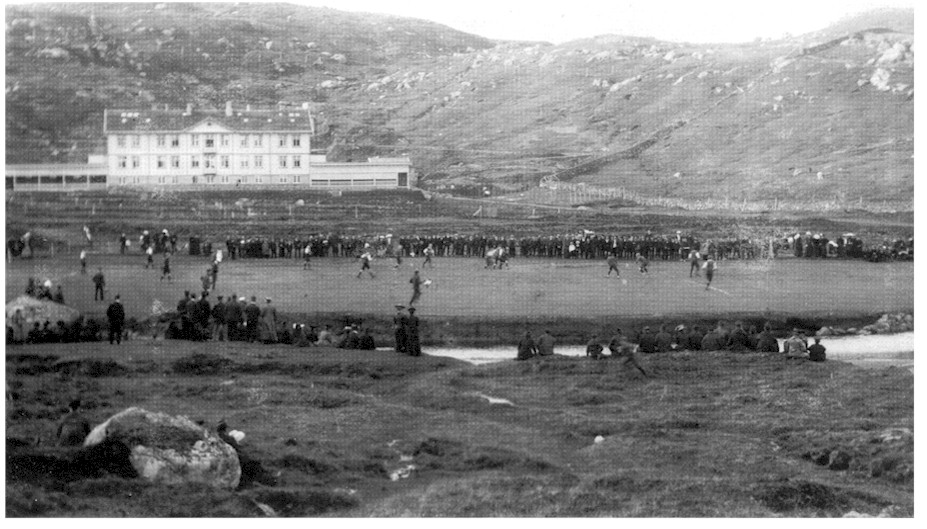
Prima poză făcută în timpul unui joc de fotbal în Insulele Feroe (1909)

- Echipe de fotbal: HB, B36, AB, FRAM și Undri.
- Echipe de handbal: Kyndil, Neistin și H71.

## Galerie foto

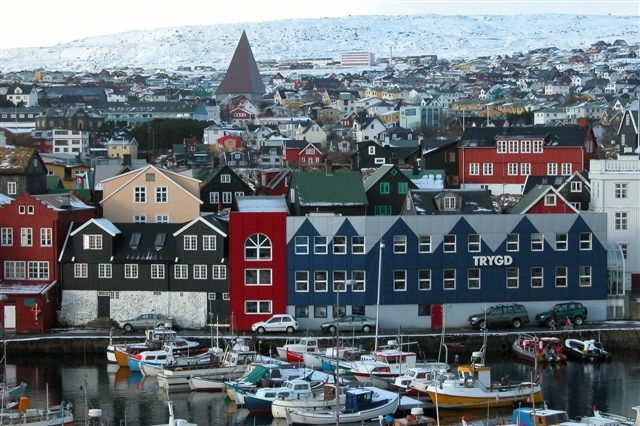
Panorama oraşului
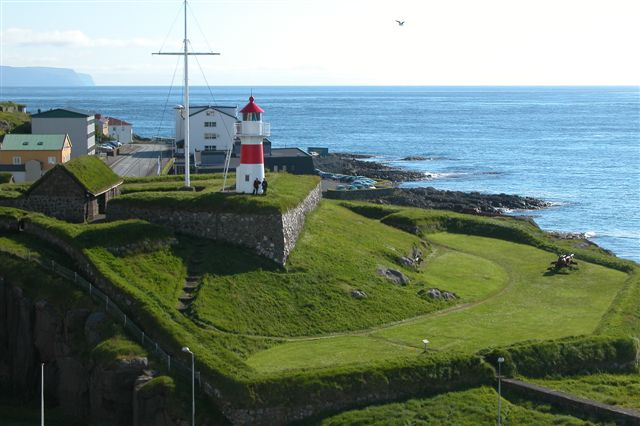
Farul
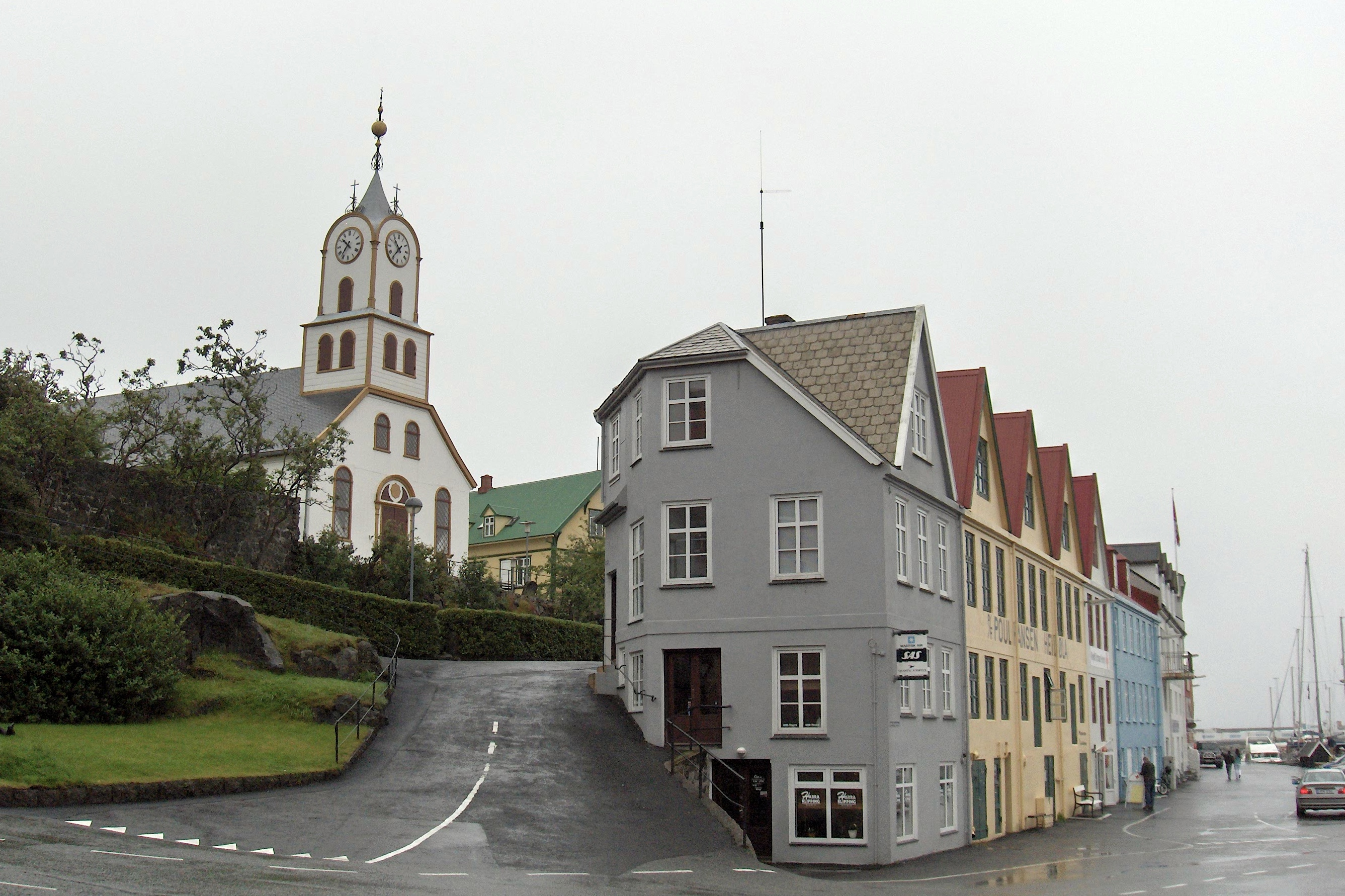
Catedrala din Tórshavn
Nici o casă din Tórshavn nu este la fel de înaltă ca vasul de croazieră Norröna, care leagă Insulele Feroe de restul lumii
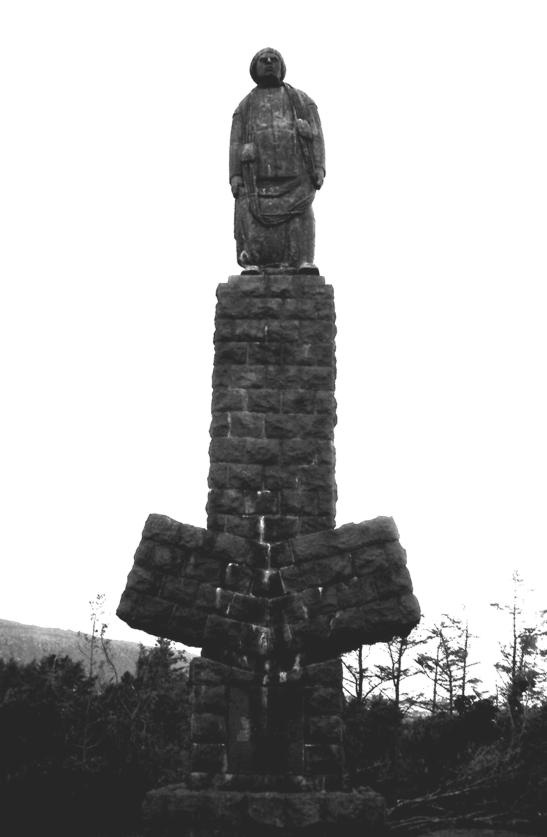
Monument în memoria celor 132 de pescari şi marinari ucişi în al doilea război mondial 1940-1945
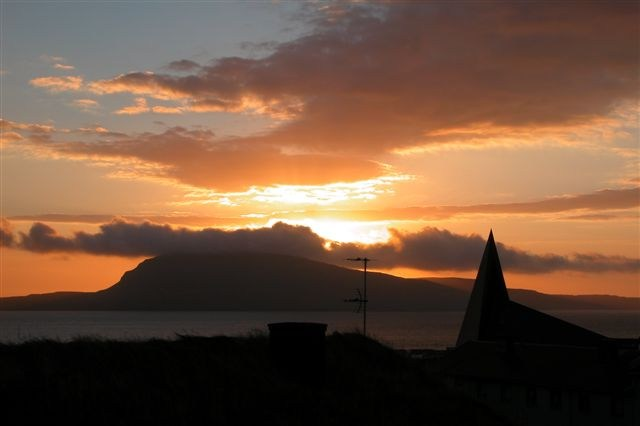
Á, tann deiliga havn - O, frumosul Tórshavn. Răsărit de soare peste Nólsoy. În prim plan se află biserica modernă Vesturkirkan.
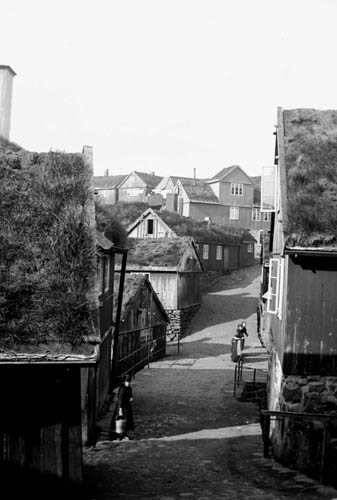
Uliţa Bringsnagøta 1899